# Warum betrübst du dich, mein Herz
Warum betrübst du dich, mein Herz (BWV 138) ist eine geistliche Kantate von Johann Sebastian Bach. Er komponierte sie 1723 in Leipzig für den 15. Sonntag nach Trinitatis und führte sie dort am 5. September 1723 zum ersten Mal auf. Die Kantate enthält Elemente einer Choralkantate, entstand jedoch ein Jahr früher als Bachs zweiter Kantatenjahrgang, der aus Choralkantaten besteht.

## Entstehung und Worte
Bach schrieb die Kantate in seinem ersten Jahr in Leipzig für den 15. Sonntag nach Trinitatis und führte sie am 5. September 1723 auf. Die vorgeschriebenen Lesungen sind Gal 5,6–10  und Mt 6,24–34 , die Aufforderung aus der Bergpredigt, nicht kleingläubig zu sorgen. Melodie und Text des Chorals (Nürnberg 1561), der dem Evangelium nahesteht, wurden Hans Sachs zugeschrieben, doch scheint dies wenig wahrscheinlich, nach Albert Fischers Kirchenliederlexikon (1878). Anders als in späteren Choralkantaten beruht der Kantatentext nicht auf dem vollständigen Choraltext. Lediglich die ersten drei von 14 Strophen werden für drei Sätze der Kantate verwendet und kontrastiert durch freie Dichtung. Der unbekannte Dichter stellt dem Choralthema Gottvertrauen die ängstlichen Fragen Einzelner gegenüber, betont durch den Gegensatz von metrischem Vers im Choral und freiem Metrum in den zahlreichen Rezitativen. Ein Wendepunkt von Zweifel zu Vertrauen wird in der einzigen Arie der Kantate erreicht.

## Besetzung und Aufbau
Die Kantate ist gesetzt für vier Solisten, Sopran, Alt, Tenor und Bass, vierstimmigen Chor, zwei Oboen d’amore, zwei Violinen, Viola und Basso continuo.
1. Choral + Rezitativ (Alt): Warum betrübst du dich, mein Herz
2. Rezitativ (Bass): Ich bin veracht’
3. Choral + Rezitativ (Sopran, Alt): Er kann und will dich lassen nicht
4. Rezitativ (Tenor): Ach süßer Trost
5. Aria (Bass, Violine): Auf Gott steht meine Zuversicht
6. Rezitativ (Alt): Ei nun! So will ich auch recht sanfte ruhn
7. Choral: Weil du mein Gott und Vater bist

Die Zählung der Sätze folgt Alfred Dürr, andere zählen das Bass-Rezitativ nicht als Satz.

## Musik
Bach entspricht dem ungewöhnlichen Text in den beiden Sätzen, die Choral und Rezitativ enthalten. Für beide gilt: in jeder Verszeile 1 bis 3 eröffnen die Violinen, dann setzen die Oboen ein, Oboe I mit der Choralmelodie, Oboe II mit Seufzermotiven, dann singt der Tenor den Choraltext als Arioso, endlich der Chor Text und Melodie im vierstimmigen Satz; daran schließt sich das Rezitativ der fragenden Einzelstimme an (Alt im ersten Satz, Sopran im zweiten), von Streichern begleitet. Nachdem die drei Zeilen so behandelt sind, folgen die Zeilen 4 und 5 im ersten Satz vierstimmig. Im zweiten Satz werden die Zeilen 4 und 5 zunächst in einem imitatorischen Chorsatz über die Melodie von Zeile 4 durchgeführt, dann leitet ein Secco-Rezitativ zu einer Wiederholung der beiden Zeilen, diesmal vierstimmig wie im ersten Satz.
Die einzige Arie steht im tänzerischen 6/8-Takt und wird dominiert von Figurationen der ersten Violine. Die dritte Strophe des Chorals als vierstimmiger Chor beendet die Kantate.
Bach benutzte die Arie als Vorlage für das Gratias seiner Messe G-Dur, BWV 236.

## Einspielungen
- Bach Made in Germany Vol. 1 – Cantatas VII. Günther Ramin, Thomanerchor, Gewandhausorchester Leipzig, Solisten des Thomanerchors, Gert Lutze, Johannes Oettel. Eterna, 1953.
- Die Bachkantate Vol. 50. Helmuth Rilling, Gächinger Kantorei, Bach-Collegium Stuttgart, Arleen Augér, Ria Bollen, Aldo Baldin, Philippe Huttenlocher. Hänssler, 1978.
- J. S. Bach: Mit Fried und Freud. Philippe Herreweghe, Collegium Vocale Gent, Deborah York, Ingeborg Danz, Mark Padmore, Peter Kooij. Harmonia Mundi France, 1998.
- J. S. Bach: Cantatas Vol. 11. Masaaki Suzuki, Bach Collegium Japan, Midori Suzuki, Kai Wessel, Makoto Sakurada, Peter Kooij. BIS 1998
- J. S. Bach: Complete Cantatas Vol. 9. Ton Koopman, Amsterdam Baroque Orchestra & Choir, Caroline Stam, Bernhard Landauer, Christoph Prégardien, Klaus Mertens. Antoine Marchand, 1998.
- Bach Cantatas Vol. 8. John Eliot Gardiner, Monteverdi Choir, English Baroque Soloists, Malin Hartelius, William Towers, James Gilchrist, Peter Harvey. Aufgenommen in der Liebfrauenkirche in Bremen. Soli Deo Gloria, 2000.[3]
- Warum betrübst du dich, mein Herz? Rudolf Lutz, Chor und Orchester der J. S. Bach-Stiftung, Julia Sophie Wagner, Alex Potter, Makoto Sakurada, Wolf Matthias Friedrich. Christoph Wolff (Reflexion). DVD. Gallus-Media, 2010.